# التهريب الإيراني إلى لبنان

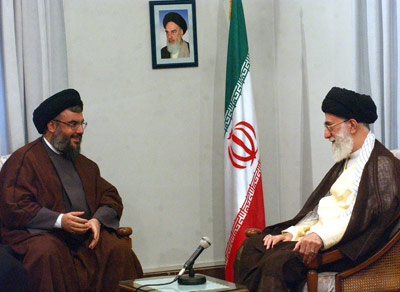
علي خامنئي والأمين العام لحزب الله السابق حسن نصر الله

التهريب الإيراني إلى لبنان هو ظاهرة إدخال الأموال والأسلحة إلى لبنان على يد إيران في طرق غير قانونية. يعد تهريب الأسلحة والأموال من إيران إلى لبنان جزءًا رئيسيًا من الدعم العسكري والمالي الإيراني لحزب الله. ويشكل هذا الدعم جزءًا من الاستراتيجية الإيرانية لتوسيع نفوذها في المنطقة. وبعد سقوط نظام الأسد ووقف إطلاق النار بين حزب الله وإسرائيل واجهت إيران العديد من الصعوبات في إمداد  لبنان بالأسلحة والأموال، وبدأت في محاولة التهريب بمساعدة شركات الطيران الإيرانية وغيرها وطرق أخرى.

## التمويل الإيراني لحزب الله
تعتبر إيران داعمًا رئيسيًا لحزب الله اللبناني، الذي يتلقى التمويل العسكري والمالي من طهران. يشمل هذا الدعم مختلف أشكال المساعدة، مثل تزويد الحزب بالأسلحة المتطورة، بالإضافة إلى توفير الأموال اللازمة لتمويل أنشطته العسكرية والسياسية في لبنان والمنطقة. وحسب تقارير استراتيجية، على مر السنين كانت إيران تنقل كميات ضخمة من الأموال والأسلحة إلى لبنان بشكل سرّي، بهدف تقوية قدرات حزب الله وزيادة نفوذه في الساحة اللبنانية والإقليمية. كما تسعى طهران إلى تعزيز قدرة حزب الله على مواجهة خصومها الإقليميين، خاصة إسرائيل، من خلال هذا الدعم المستمر. يعتبر حزب الله الحليف الأبرز لإيران في المنطقة، حيث يشكل الجسر الرئيسي بين طهران وجنوب لبنان، حيث يتمركز الحزب.

## تهريب الأسلحة
تهريب الأسلحة من إيران إلى لبنان يُعد أحد أبرز الأنشطة التي تتم عبر شبكات مختلفة. تشمل الأسلحة التي تُهرّب إلى حزب الله صواريخ متطورة، وطائرات من دون طيار، وأسلحة ثقيلة، إضافة إلى تقنيات عسكرية متقدمة تُستخدم في العمليات العسكرية ضد إسرائيل. تستخدم إيران عدة طرق تهريب لتنفيذ هذه العمليات، بما في ذلك عبور الأسلحة عبر الموانئ والمطارات اللبنانية، حيث يقال إن مطار بيروت الدولي يُعتبر من النقاط الساخنة التي تٌهرّب فيها الأسلحة. يُعتبر فيلق القدس التابع للحرس الثوري الإيراني القوة العسكرية الرئيسة التي تنفذ هذه العمليات، وينسق الفيلق مع شبكات تجارية وأمنية في لبنان لضمان وصول الأسلحة إلى حزب الله بشكل سرّي وآمن. كما يشرف الحرس الثوري على تنسيق اللوجستيات المتعلقة بنقل الأسلحة، ويعمل على تأمين الطرق عبر البحر والبر. تُستخدم هذه الأسلحة بشكل رئيسي لتعزيز قدرات حزب الله العسكرية في مواجهة إسرائيل والدول المعادية.

## تهريب الأموال

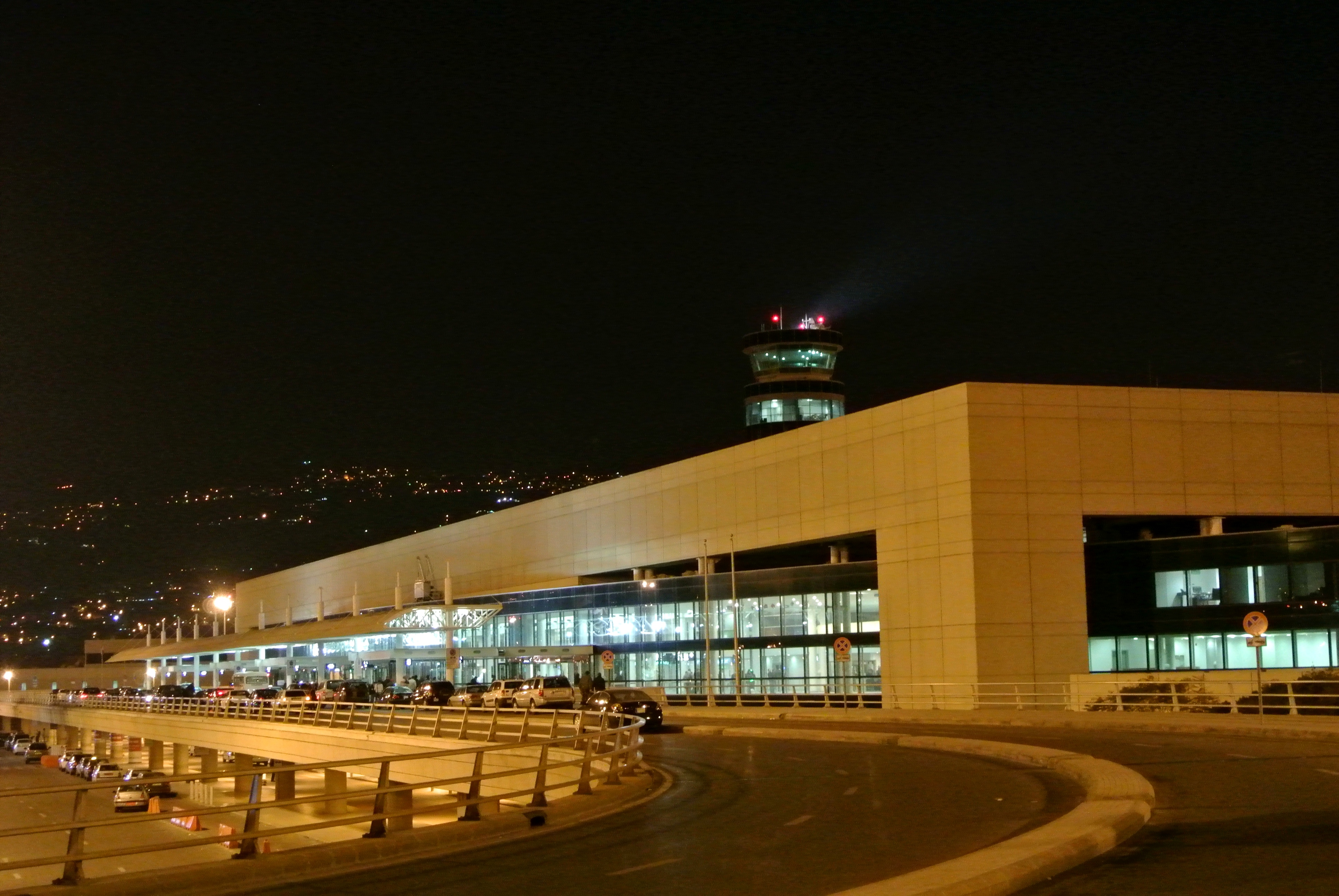
مطار بيروت الدولي

تهرّب إيران أيضًا أموالًا طائلة لدعم حزب الله. تصل الأموال الإيرانية إلى حزب الله من خلال ثلاث طرق أساسية. الأولى تتم عبر فيلق القدس، حيث يُنقل النفط والأموال إلى سوريا برًا وجوًا، ويُباع النفط لشركات تابعة لحزب الله، مما يساهم في تدفق ملايين الدولارات إلى الحزب. الثانية هي من خلال الرحلات الجوية، حيث تُنقل الأموال الناتجة عن مبيعات النفط الإيراني إلى السفارة الإيرانية في بيروت تحت غطاء دبلوماسي، ومن ثم تُحوّل إلى حزب الله. أما الطريقة الثالثة فهي عبر دعم المشاريع الاقتصادية التي يروج لها حزب الله برعاية إيرانية، مثل استيراد الغاز إلى سوريا وإنشاء شركات مدنية تعمل في مجالات متنوعة في سوريا ولبنان واليمن وتركيا.

## التهريب خلال وقف إطلاق النار بين لبنان وإسرائيل
في يناير 2025، قدمت إسرائيل شكوى إلى اللجنة المشرفة على وقف إطلاق النار بين لبنان وإسرائيل، التي تضم ممثلين عن إسرائيل ولبنان والولايات المتحدة وفرنسا والأمم المتحدة، متهمة دبلوماسيين إيرانيين وآخرين بنقل حقائب تحوي ملايين الدولارات نقدًا من طهران وإسطنبول إلى بيروت. وأوضحت صحيفة وول ستريت جورنال أنّ إيران تعتمد بشكل متزايد على مطار بيروت بعد تراجع نفوذها في سوريا عقب سقوط نظام بشار الأسد أواخر 2024. وجاء ذلك بعد إعلان سوريا حظر الدخول للإيرانيين إلى أراضيها في يناير 2025. ففي الثامن من يناير، خضعت طائرة تابعة لـماهان إير الإيرانية لتفتيش دقيق في مطار بيروت، حيث رفض دبلوماسي إيراني الامتثال لتعليمات الأمن اللبناني بتفتيش حقيبتيه، اللتين قالت طهران لاحقًا إنهما تحتويان على وثائق رسمية وأموال تشغيلية لسفارتها. وبعد أن الطرق البرية التي كانت تنقل الصواريخ الإيرانية والأسلحة الأخرى إلى حزب الله عبر سوريا تعطلت، حاولت إيران تحويل مطار بيروت إلى مركز جديد للتسليم، مما يشكل انتهاكًا لاتفاق وقف إطلاق النار الموقع بين لبنان وإسرائيل.

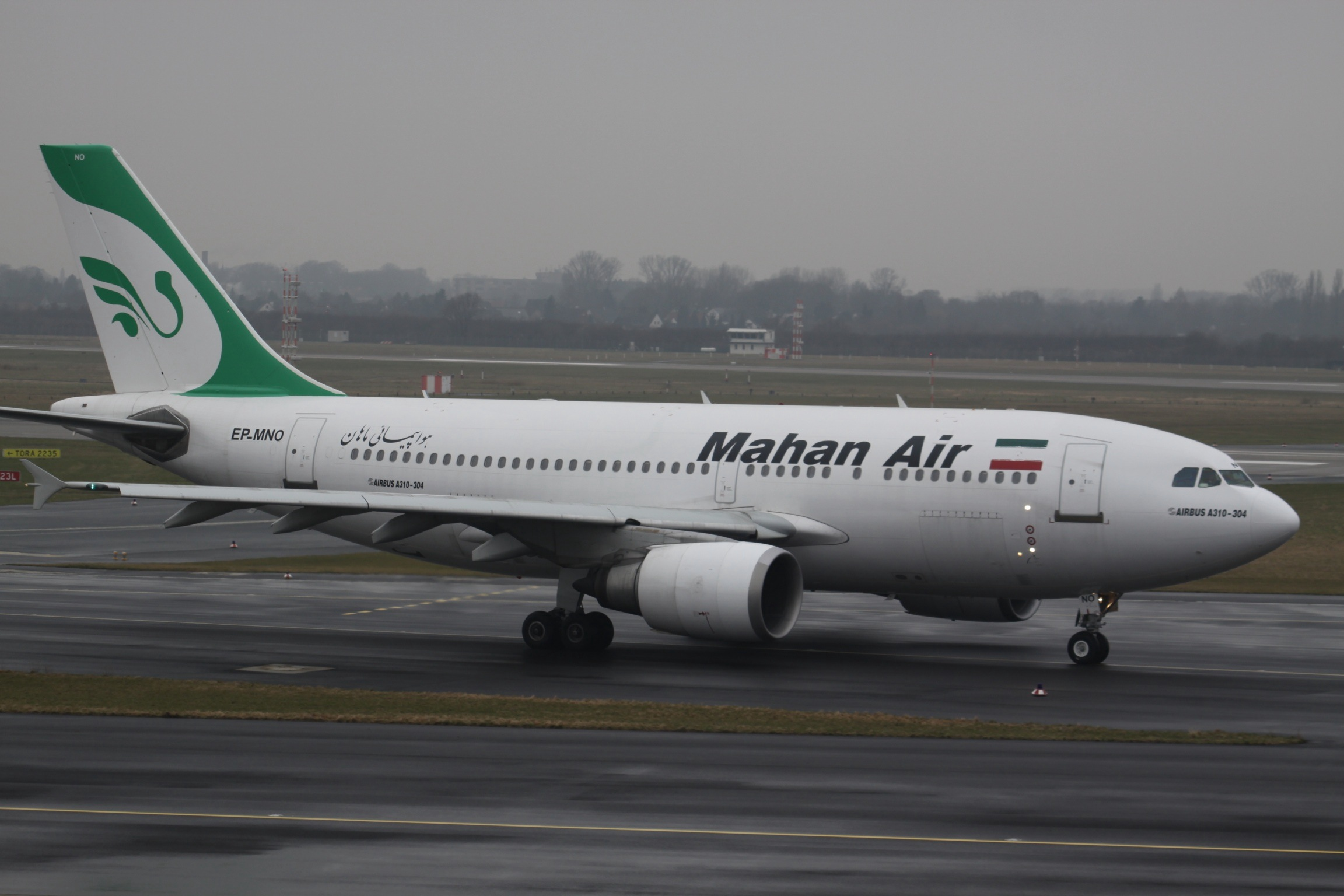
طائرة ماهان إير الإيرانية

في 3 يناير 2025، بعد ورود معلومات عن احتمال هبوط طائرة إيرانية تابعة لشركة ماهان إير في مطار بيروت الدولي تحمل شحنات من الأموال لتسليمها إلى حزب الله، فمنع جهاز أمن المطار خروج هذه الشحنة من حرم المطار، وقال مسؤوليون لبنانيون إلى زملائهم الإيرانيين إنّ الطائرة لو هبطت وثبت نقلها للأموال بعد تفتيشها فإن الشحنة ستصادر لصالح الدولة اللبنانية باعتبارها أموالا مشبوهة. كما اشتكت إسرائيل من تورط مواطنين أتراك في نقل الأموال جوًا من إسطنبول إلى بيروت. وفي أيلول 2024، طلبت وزارة الأشغال العامة والنقل من طائرة إيرانية عدم دخول المجال الجوي للبلاد بعد أن حذرت إسرائيل جهاز مراقبة الحركة الجوية في مطار بيروت من أنها ستستخدم القوة إذا هبطت الطائرة الإيرانية المشبوهة بحمل الأموال والأسلحة لحزب الله.
وحسب تقرير نشرته صحيفة وول ستريت جورنال في فبراير 2025، وبدأت وحدة فيلق القدس الإيرانية استخدام مهربين أتراك للعمل معهم تحت إشراف الوحدة 190 التي هي وحدة النقل في فيلق القدس. كما أشار التقرير أنّ الوحدة تستخدم رحلات شركة الخطوط الجوية التركية بالإضافة إلى عمليات التهريب بواسطة شركة ماهان إير.

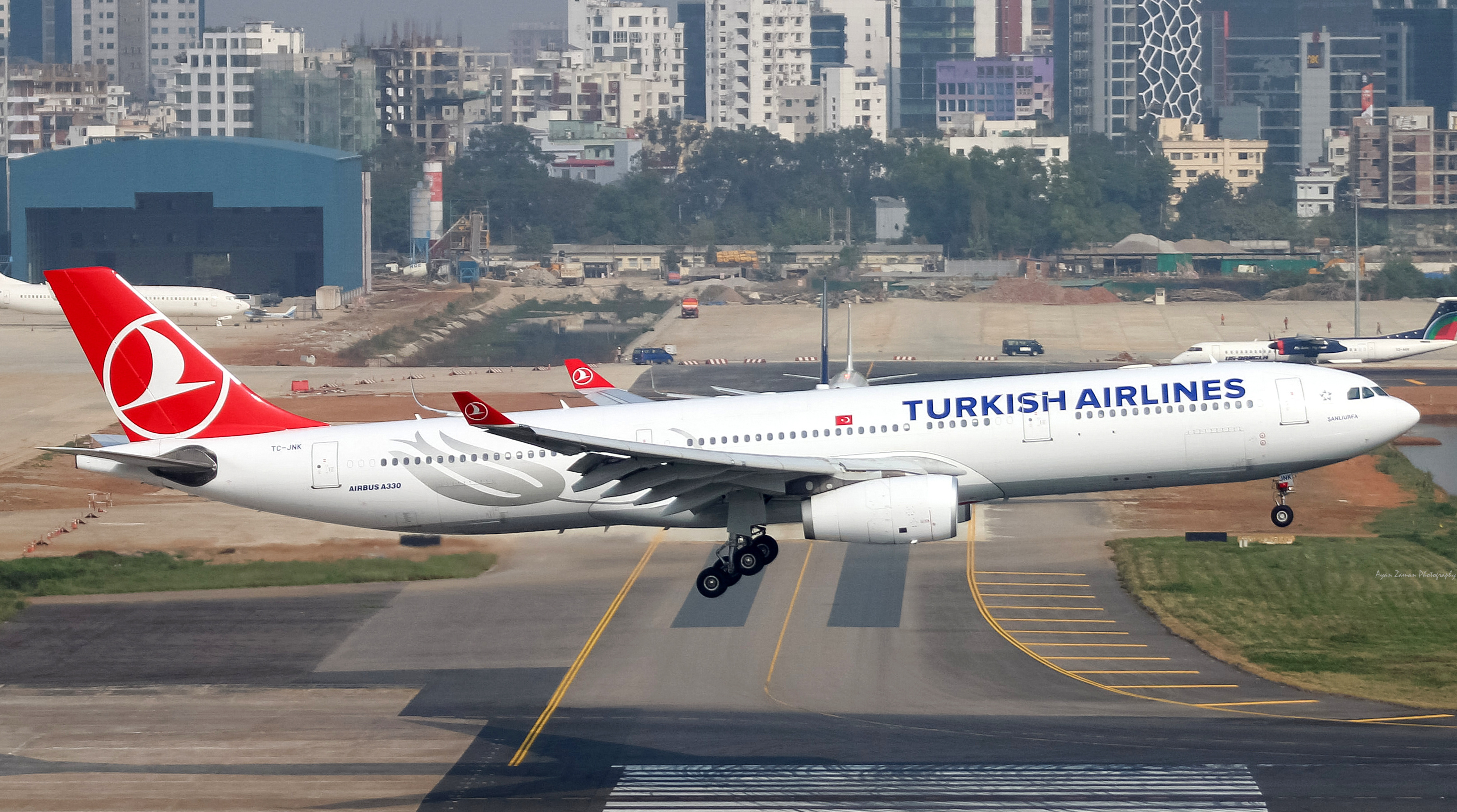
الخطوط الجوية التركية

وفي 14 فبراير 2025 بناء على أمر رئيس الوزراء نواف سلام، قرر وزير الأشغال العامة فايز رسامني منع هبوط طائرة تابعة لشركة ماهان إير الإيرانية بعد تقارير من إسرائيل تفيد بأن الطائرة تحمل أموالًا إيرانية غير قانونية موجهة لحزب الله. على إثر القرار، خرج العديد إلى الشوارع احتجاجًا على قرار الحكومة بمنع هبوط الطائرة. ونتيجة للاحتجاجات التي اندلعت من قبل أنصار حزب الله على الطرق المؤدية إلى مطار بيروت الدولي، صرح رسامني بأن وجود مطار رسمي ثانٍ في لبنان أمر ضروري، مما يعني بدء تجديد وترميم مطار رينيه معوض.
وفي مقابلة تلفزيونية له في 1 أبريل 2025، قال رسامني إنّ مطار بيروت الدولي يتمتع بمستوى عالي من الحماية، وإنّ جهاز الأمن في المطار يعمل بشدة لإحباط أي محاولة تهريب عبر المطار. كما قال إنّ المطار تحت سلطة الدولة فقط. وفيما يتعلق بهبوط الطائرات الإيرانية، قال الوزير إنّ لا يوجد تفاوض بين لبنان وإيران حول هذا الموضوع، وقرار منع الهبوط لا يزال ساريًا. فاستخدام إيران للرحلات المدنية ومطار بيروت الدولي أدى إلى تدهور إضافي في العلاقات بين الدولتين في فبراير 2025، حيث قررت السلطات اللبنانية منع هبوط الطائرات الإيرانية على أراضي لبنان، مما دفع الإيرانيين إلى حظر هبوط الطائرات القادمة من لبنان في أراضيهم. وفي هذا السياق، أكّدت دائرة الإعلام في حزب القوات اللبنانية أن لبنان ليس مستعمرة إيرانية، وأن إيران تستخدم الرحلات الجوية البريئة لتهريب كميّات كبيرة وهائلة من الأسلحة والعتاد الحربي والمتفجّرات والأموال بشكل غير شرعي إلى لبنان منذ سنوات. وأعلنت الدائرة أنّ القوّات اللّبنانيّة تدعم موقف الحكومة اللبنانية بوقف الطّيران الإيراني إلى مطار بيروت.
وبعد عدة محاولات من قبل إيران لاستخدام الطائرات التركية والمهربين الأتراك لتهريب الأموال والسلاح، جرت اتصالات أمنية بين لبنان وتركيا من أجل تشديد الإجراءات الأمنية في المطارات. وينتظر استجابة تركيا لطلبات لبنان وتشديد الرقابة على اللبنانيين والإيرانيين القادمين من تركيا.